# Ісюньїт
Ісюньїт, їксуніт — інтерметалід платини та індію, Pt3In.

## Етимологія та історія
Вперше був знайдений в Китаї 1974 р. біля річки Їсюнь (Yixun, звідси і назва) в провінції Хебей (370 кілометрах на північ від Пекіна). Мінерал описаний в ряді робіт китайського мінералога Ю. Чжусяна (народився 1930 р.) — професор-дослідник в Інституті геології Китайської академії геологічних наук.

## Загальний опис
Формула: Pt₃In. Містить (%): Pt 82,8 (81,8–83,6), In 16,4 (15,6–17,1).
Колір: Сталевий, чорний, іноді яскраво-білий з жовтуватим відтінком і чорною смугою. Ізотропний. Блиск: металічний. Твердість за шкалою Мооса становить 6. Кристалізується в ізометричній системі. Сингонія кубічна. Має вкрай високу густину — 18,21-18,32 (в середньому 18,26) г/см³. Нерозчинний у кислотах HCl, HNO3, HF або H3PO4. Немагнітний. Спайність відсутня. Ісюніт зустрічається у вигляді глобул діаметром від 1,0 до 2,0 мм. Концентрується в центральній частині глобули.
Асоціація: даміаоїт (damiaoite).

## Класифікація
Ісюніт класифікується в групі 1.AG.50 згідно з класифікацією Нікеля-Штрунца (1 для елементів; A для металів і інтерметалічних сплавів і G для металевих сплавів PGE; число 50 відповідає положенню мінералу в групі). У класифікації Джеймса Дуайта Дана мінерал належить до групи 1.2.6.3 (1 для самородних елементів і сплавів і 2 для металів і сплавів платинової групи; 6 і 3 відповідають положенню мінералу в групі)..
Ісюньїт зустрічається разом з самородними кобальтом, міддю і платиною в піроксенітах і амфіболітах.